# بیتون، سین‌کیانگ
بیتون (به اویغوری: بەيتۈن شەھىرى، به قزاقی: بەيتۇن قالاسى)(به چینی: 北屯市، به پین‌یین: Běitún Shì) یک منطقهٔ مسکونی در چین است که در سین‌کیانگ واقع شده‌است. بیتون ۹۱۰٫۵ کیلومتر مربع مساحت و ۷۶٬۳۰۰ نفر جمعیت دارد.
در دسامبر ۲۰۱۱، شهر بیتون به عنوان شهر وابسته به بینگتوان و «شهر تابع مستقیم منطقه خودمختار» تاسیس شده، از تابعیت ولایت آلتای و ولایت خودمختار ایلی قزاق در آمده، و مستقیما در تابعیت اداری منطقه خودمختار سین‌کیانگ قرار گرفت.